# Gastonia serratifolia
Gastonia serratifolia là một loài thực vật có hoa trong Họ Cuồng cuồng. Loài này được (Miq.) Philipson mô tả khoa học đầu tiên năm 1979.